# Miaplacidus
Miaplacidus (Beta Carinae, β Carinae) je bílý obr v souhvězdí Lodního Kýlu. Je to 29. nejjasnější hvězda oblohy. Má spektrální klasifikaci A1III a magnitudu +1.70.